# Grandview (Indiana)
Grandview é uma cidade  localizada no estado americano de Indiana, no Condado de Spencer.

## Demografia
Segundo o censo americano de 2000, a sua população era de 696 habitantes.
Em 2006, foi estimada uma população de 684, um decréscimo de 12 (-1.7%).

## Geografia
De acordo com o United States Census Bureau tem uma área de
2,5 km², dos quais 2,5 km² cobertos por terra e 0,0 km² cobertos por água.

## Localidades na vizinhança
O diagrama seguinte representa as localidades num raio de 20 km ao redor de Grandview.